# Теория Z
Теорията Z на Оучи е теорията на д-р Уилям Оур за т.нар. „японски мениджмънт“ като стил на управление, който е популяризиран по време на азиатския икономически бум от 80-те години на XX век. Най-важните принципи на тази теория са:
- наемане на работниците и служителите доживот;
- принцип на страшинството;
- редовно провеждане на обучения на работниците/служителите и предивждане на възможности за тяхната преквалификация;[6]
- преместване или ротация на работниците/служителите от едно звено в организацията в друго;
- най-важната е връзката с организацията (компанията);
- предвиждане на „кръжоци по качество“
- отделно внимание към всеки работник/служител.

Този вид управление на човешките ресурси според д-р Оучи води до създаване на постоянна заетост, висока продуктивност и за служителите носи висока степен на удолетворение.